# Roman Uzdenov
Roman Moukhadinovitch Uzdenov (en russe : Роман Мухадинович Узденов), né le 10 mars 1979 à Naltchik en Russie, est un footballeur international kazakh reconverti en entraîneur.

## Biographie

### Sélection
Roman Uzdenov est convoqué pour la première fois par le sélectionneur national Sergey Timofeev pour un match amical face à la Lettonie le 21 février 2004 (défaite 3-1). Le 24 février 2004, il marque son premier but en équipe du Kazakhstan lors du match amical face à la Chypre (défaite 2-1).
Il compte 5 sélections et 2 buts avec l'équipe du Kazakhstan entre 2004 et 2008.

## Palmarès
Vierge

## Statistiques

### Statistiques en club
| Saison                | Club                     | Championnat           | Championnat | Championnat | Coupe(s) nationale(s) | Coupe(s) nationale(s) | Kazakhstan | Kazakhstan | Total | Total |
| Saison                | Club                     | Division              | M.          | B.          | M.                    | B.                    | M.         | B.         | M.    | B.    |
| 1996                  | Spartak-2 Naltchik       | Tretya-Liga           | 15          | 0           | -                     | -                     | -          | -          | 15    | 0     |
| 1997                  | Spartak-2 Naltchik       | Tretya-Liga           | 43          | 9           | -                     | -                     | -          | -          | 43    | 9     |
| 1998                  | Nart Nartkala            | Vtoraya-Liga          | 22          | 3           | -                     | -                     | -          | -          | 22    | 3     |
| 1999                  | Nart Nartkala            | Vtoraya-Liga          | 16          | 8           | -                     | -                     | -          | -          | 16    | 8     |
| 1999                  | Spartak Naltchik         | Pervaya-Liga          | 2           | 0           | -                     | -                     | -          | -          | 2     | 0     |
| 2000                  | Spartak Naltchik         | Pervaya-Liga          | 22          | 1           | -                     | -                     | -          | -          | 22    | 1     |
| 2001                  | Esil Kokchetaou          | Premier-Liga          | 28          | 4           | -                     | -                     | -          | -          | 28    | 4     |
| 2002                  | Spartak Naltchik         | Pervaya-Liga          | 28          | 12          | -                     | -                     | -          | -          | 28    | 12    |
| 2003                  | Dynamo-2 Moscou          | Tretya-Liga           | 15          | 6           | -                     | -                     | -          | -          | 15    | 6     |
| 2004                  | FK Khimki                | Vysshaja-Liga         | 13          | 4           | -                     | -                     | 2          | 1          | 15    | 5     |
| 2004                  | Anji Makhatchkala        | Pervaya-Liga          | 12          | 4           | -                     | -                     | -          | -          | 12    | 4     |
| 2005                  | Volgar-Gazprom Astrakhan | Pervaya-Liga          | 38          | 13          | -                     | -                     | -          | -          | 38    | 13    |
| 2006                  | Volgar-Gazprom Astrakhan | Pervaya-Liga          | 19          | 5           | -                     | -                     | -          | -          | 19    | 5     |
| 2007                  | Spartak Naltchik         | Vysshaja-Liga         | 14          | 1           | -                     | -                     | -          | -          | 14    | 1     |
| 2008                  | FK Atyrau                | Premier-Liga          | 25          | 7           | -                     | -                     | 3          | 1          | 28    | 8     |
| 2009                  | FK Atyrau                | Premier-Liga          | 17          | 5           | -                     | -                     | -          | -          | 17    | 5     |
| 2010                  | Droujba Maïkop           | Vtoraya-Liga          | 29          | 10          | -                     | -                     | -          | -          | 29    | 10    |
| Total sur la carrière | Total sur la carrière    | Total sur la carrière | 358         | 92          | -                     | -                     | 5          | 2          | 363   | 94    |

### Buts en sélection
Le tableau suivant liste les résultats de tous les buts inscrits par Roman Uzdenov avec l'équipe du Kazakhstan.